# Cola kimbozensis
Cola kimbozensis är en malvaväxtart som beskrevs av Martin Roy Cheek. Cola kimbozensis ingår i släktet Cola och familjen malvaväxter. Inga underarter finns listade i Catalogue of Life.